# تحصیل میان‌والی
تحصیل میان‌والی (به انگلیسی: Mianwali Tehsil) یک تحصیل در پاکستان است که در میانوالی واقع شده‌است.